# Myrmeleon (Myrmeleon) atlas
Myrmeleon (Myrmeleon) atlas is een insect uit de familie van de mierenleeuwen (Myrmeleontidae), die tot de orde netvleugeligen (Neuroptera) behoort. 
Myrmeleon (Myrmeleon) atlas is voor het eerst wetenschappelijk beschreven door Banks in 1911.